# Ланьлинский насмешник
Ланьлинский насмешник (兰陵笑笑生) — псевдоним писателя эпохи Мин, автора романа «Цветы сливы в золотой вазе», настоящее имя неизвестно. Большинство исследователей считают, что под данным псевдонимом творил писатель и историк Ван Шичжэнь (王世贞).
По преданию, отец Ван Шичжэня был убит Янь Шифанем (严世蕃) — сыном могущественного сановника при императоре Чжу Хоуцуне. Поскольку Ян Шифань был большой любитель литературы с необычным сюжетом, то Ван Шичжэнь написал роман «Цветы сливы в золотой вазе», изобилующий эротическими сценами порой самого неприличного содержания. Уголки книг он пропитал мышьяком и продал рукопись Ян Шифаню. Тот, перелистывая страницы, подносил пальцы ко рту, в результате чего, прочитав роман, умер.
Помимо Ван Шичжэня, авторство романа приписывают ещё более чем восьмидесяти литераторам той эпохи, среди которых Цзя Саньцзинь (贾三近), Ту Лун (屠隆), Ли Кайсянь (李开先), Сюй Вэй (徐渭), Ван Чжидэн (王稚登), Тан Сяньцзу (汤显祖).
Не исключено, что под Ланьлином (蘭陵) подразумевается место службы и смерти Сюнь-цзы.